# Шевинская (Владимирская область)
Шевинская — деревня в Ковровском районе Владимирской области России, входит в состав Ивановского сельского поселения.

## География
Деревня расположена в 21 км на юго-восток от центра поселения села Иваново, в 50 км на юго-восток от райцентра города Ковров и в 4 км от ж/д платформы 67 км на линии Ковров — Муром.

## История
В конце XIX — начале XX века деревня входила в состав Больше-Григоровской волости Судогодского уезда. В 1859 году в деревне числилось 47 дворов, в 1905 году — 71 двор. В 1893 году в деревне Шевинской была открыта церковно-приходская школа.
С 1929 года деревня входила в состав Ключиковского сельсовета Ковровского района, в 1935—1963 годах деревня в составе Никологорского района, с 1974 года — центр Шевинского сельсовета, с 2005 года в составе Ивановского сельского поселения.
В 1992 году в деревне построено новое здание Шевинской средней школы.

## Население
| 1859 | 1905 | 1926 | 2002 | 2010 | 2021 |
| ---- | ---- | ---- | ---- | ---- | ---- |
| 320  | ↗346 | ↗440 | ↘401 | ↘285 | ↘248 |

## Инфраструктура
В деревне расположены Шевинская основная общеобразовательная школа, детский сад №13 "Улыбка", фельдшерско-акушерский пункт, дом культуры, отделение федеральной почтовой связи.

## Транспорт
На март 2018 года, через деревню Шевинская ходят междугородные автобусы по трём направлениям Ковров, Муром и Красную Горбатку.
Есть местный автобусный маршрут №104 Ковров - Шевинская - Ковров.